# Torres em um parque

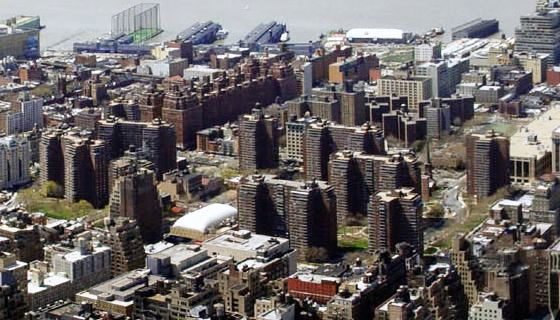
A cooperativa Penn South (1962) em Manhattan.

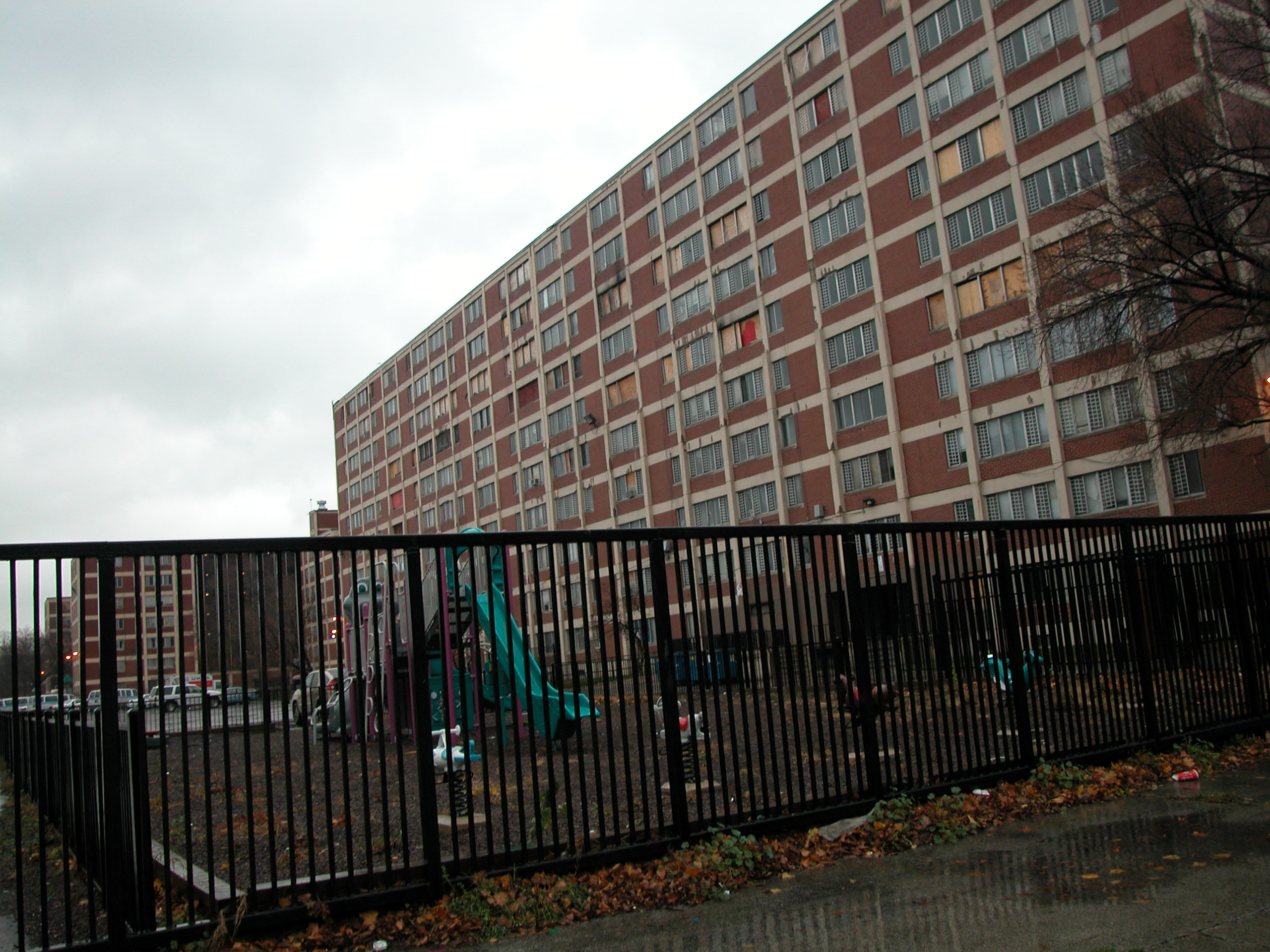
Cabrini-Green (1957-2011) em Chicago, EUA.

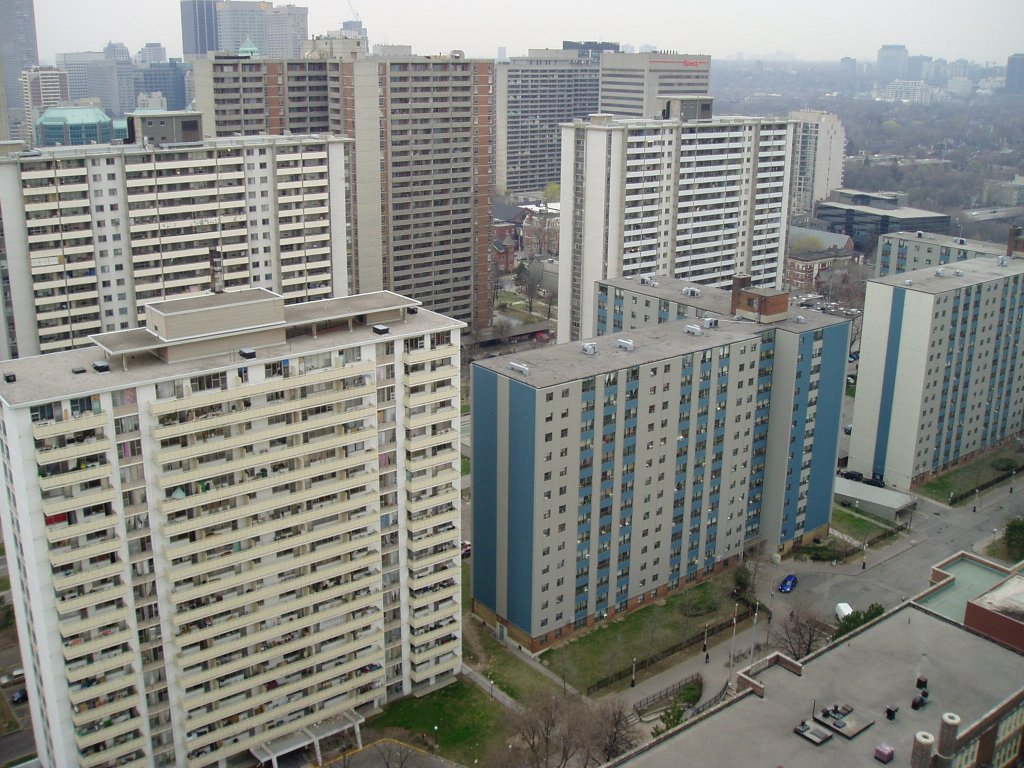
St. James Town em Toronto, Canadá (1964-1971)

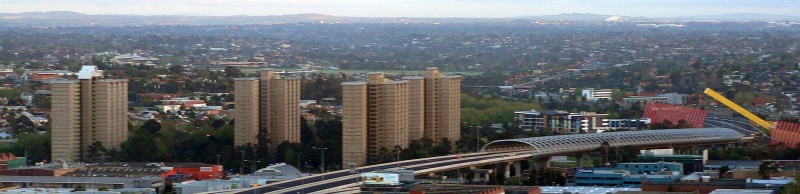
Debney Meadows (Flemington Estate) (1962–1965) em Melbourne, Austrália.

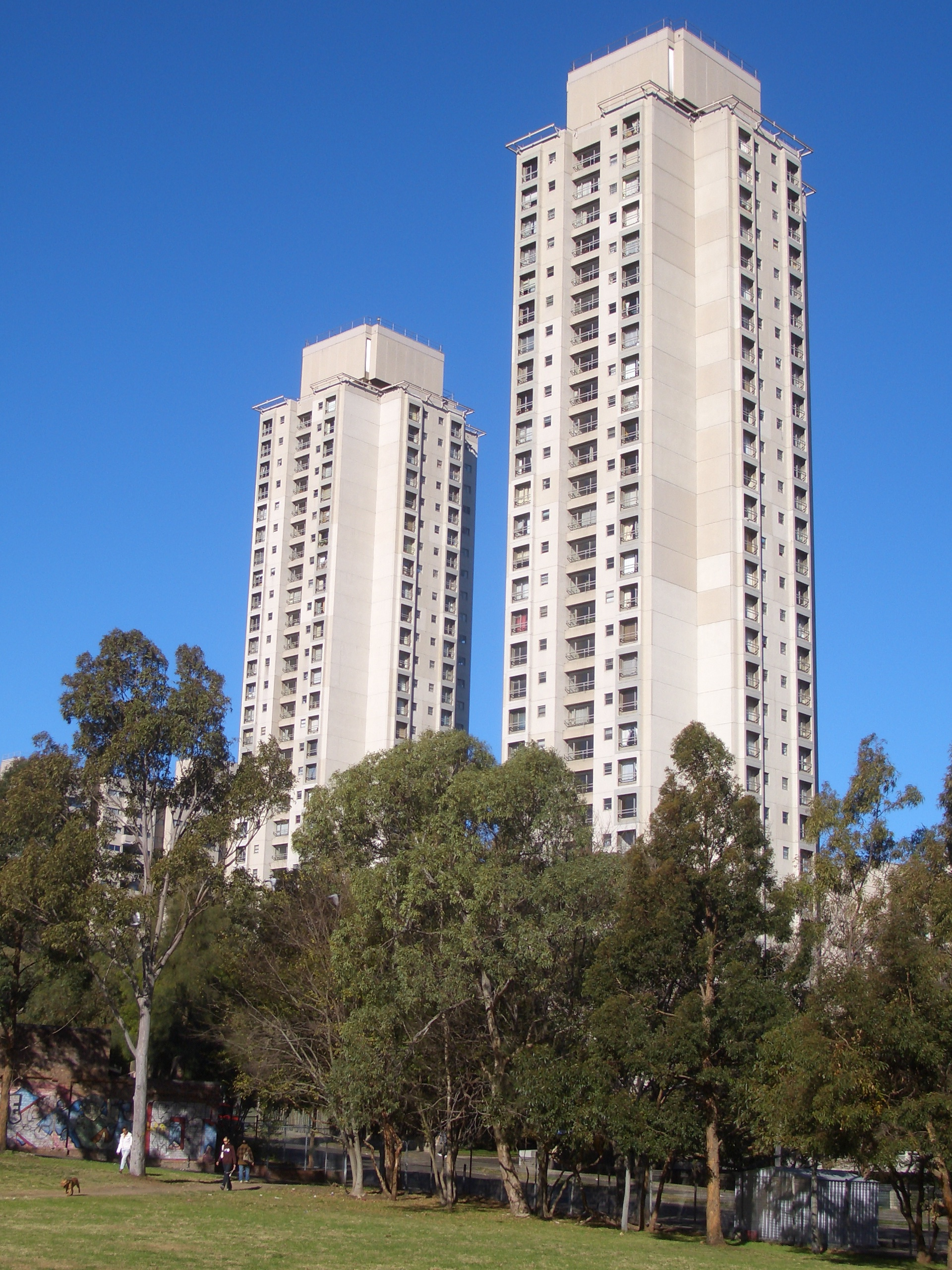
Waterloo Estate (1968) em Sydney, Austrália.

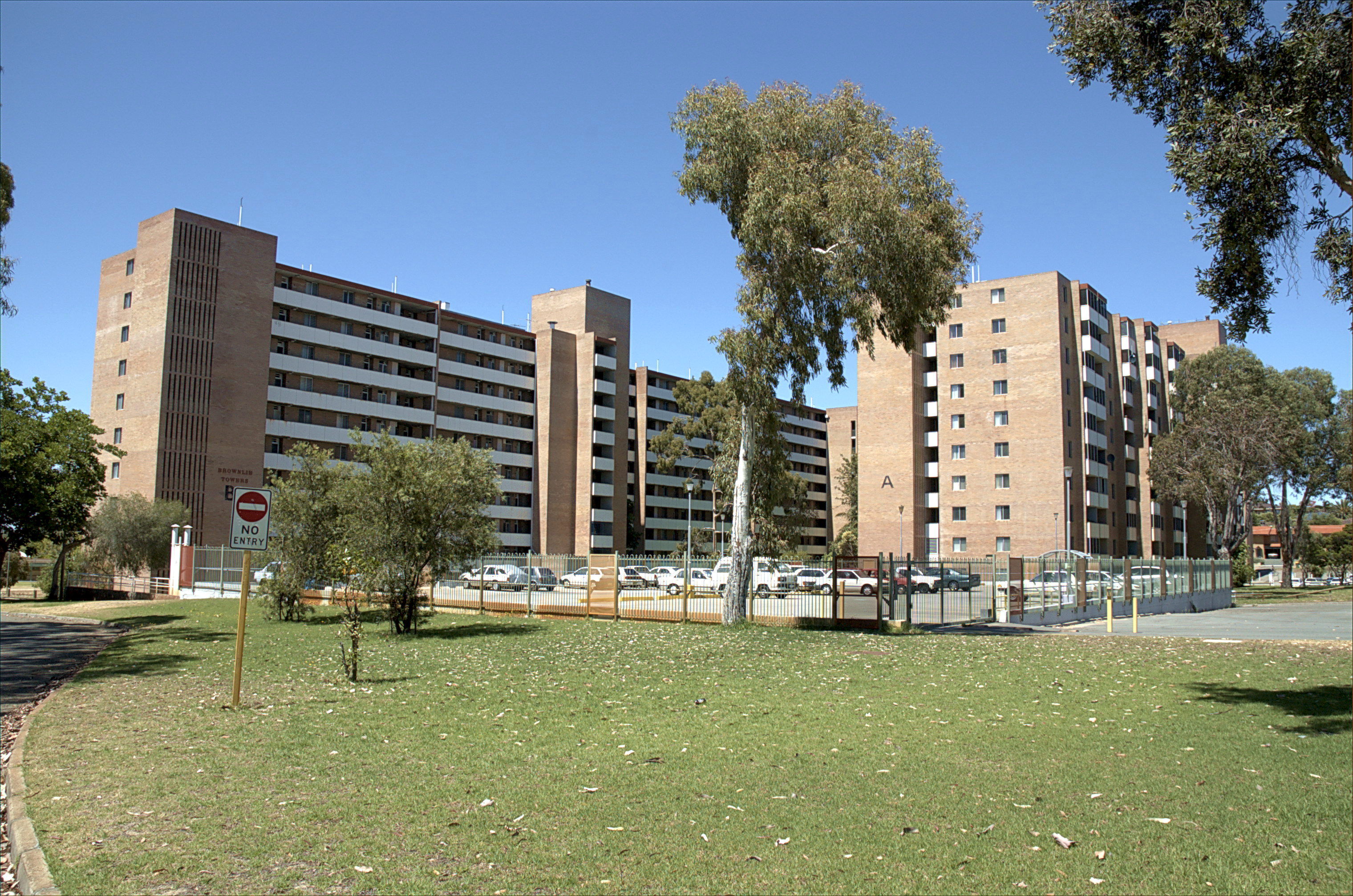
Brownlee Towers (demolido em 1969) em Perth, Austrália.

Torres em um parque é um conceito arquitetônico que define edifícios residenciais  de estilo modernista, nos quais blocos de apartamentos são implantados em meio a amplas áreas verdes. Diferente da construção tradicional alinhada à via, essa tipologia posiciona a torre afastada da rua, envolvida por um cinturão de paisagismo, criando uma transição entre o espaço urbano e o privado.
É inspirado em um conceito popularizado por Le Corbusier com o Plan Voisin, uma expansão do movimento das cidades-jardim que visa reduzir o problema do congestionamento urbano. Foi introduzido em várias grandes cidades em todo o mundo, nomeadamente na América do Norte, Europa e Austrália como uma solução para habitação, especialmente para habitação social, atingindo o auge da popularidade na década de 1960 com a introdução da tecnologia de pré-fabricação. As torres em si são tipicamente edifícios altos simples, revestidos de tijolo ou concreto, com pouca ornamentação. A planta foi concebida com geometria simples para minimizar os custos de construção, maximizando a luz, o ar e as vistas do espaço aberto circundante para os ocupantes, por vezes incluindo varandas para os apartamentos.
Atualmente, é geralmente visto como um fracasso no planejamento urbano ocidental, devido aos muitos problemas que introduziu na sociologia urbana, incluindo isolamento e segregação da comunidade em geral, falta de privacidade e ineficiência no planejamento do uso do solo. Embora seja cada vez mais popular na Ásia, tem declinado no mundo ocidental. Muitos complexos existentes, especialmente os de propriedade governamental, estão planejados para demolição e reconstrução. A reconstrução dos complexos geralmente favorece a antítese da ideologia das torres no parque, o desenvolvimento de uso misto, que supostamente traz resultados sociais mais positivos, incluindo fazer com que as pessoas se sintam mais seguras e integradas à sua comunidade.

## História

Layout para Bijlmermeer, Amsterdã, 1965. As grades de torres hexagonais e os acessos foram uma tentativa de melhorar o acesso do modelo ao transporte.

Le Corbusier foi pioneiro na morfologia "torre em um parque" na sua proposta não realizada Ville Contemporaine, de 1923, não realizada. Respondendo às condições precárias das cidades na década de 1920, Le Corbusier propôs a demolição das cidades antigas e sua substituição por novos projetos urbanos, limpos e hiper-racionalistas, empregando a morfologia "torre em um parque". Os edifícios foram projetados para abrigar os três milhões de habitantes da nova cidade em apenas 5% do terreno. Ao posicionar os edifícios próximos ao centro do quarteirão, há espaço para estacionamento, gramados, árvores e outros elementos paisagísticos. Le Corbusier empregou ainda mais a morfologia em seu plano de 1930 para Paris, o Plano Voisin (também não realizada). Devido à ampla difusão e influência desses dois planos e de suas ideias após a Segunda Guerra Mundial, especialmente a última, a morfologia "torre em um parque" se espalhou pela Europa e América do Norte.

## Crítica e estado atual
No início da década de 1970, a oposição a esse estilo de torres aumentou, com muitos, incluindo planejadores urbanos, agora se referindo a elas como "guetos". Bairros como St. James Town foram originalmente projetados para abrigar jovens moradores solteiros de classe média, mas os apartamentos não tinham apelo e a área rapidamente se tornou muito mais pobre.
Desde os primeiros dias de implementação, o conceito foi criticado por causar insegurança aos moradores, incluindo grandes áreas comuns vazias dominadas pela cultura de gangues e pela criminalidade. O projeto foi criticado por normalizar o comportamento antissocial e prejudicar os esforços de serviços essenciais, especialmente os de segurança pública e aplicação da lei. Em menos de uma década, os conjuntos habitacionais públicos de Sydney, construídos na década de 1960 em Surry Hills, Redfern e Waterloo, foram apelidados de "torres suicidas" devido aos seus altos índices de criminalidade.
O Conjunto Habitacional Pruitt-Igoe, em St. Louis, Missouri, foi demolido em 1972, apenas algumas décadas após sua construção, devido à deterioração das condições sociais. A demolição de Pruitt-Igoe tornou-se um importante ponto de virada na popularidade do que era cada vez mais visto como um experimento social fracassado.
O historiador da arquitetura pós-moderna Charles Jencks descreveu sua demolição de "o dia em que a arquitetura moderna morreu" e a considerou uma denúncia direta das aspirações de transformação social da Escola Internacional de Arquitetura e um exemplo das intenções dos modernistas contrárias ao desenvolvimento social do mundo real.
Em meados dos anos 2000, tornou-se popular recuperar o espaço verde ao redor das torres com edifícios mais baixos, em um esforço para aumentar a densidade em vez de segregar o uso do solo.

## Exemplos
Alguns exemplos da morfologia da torre em um parque estão abaixo:
| Nome                                 | Ano de construção | Localização                            | Observações                        |
| ------------------------------------ | ----------------- | -------------------------------------- | ---------------------------------- |
| Cooperative Village                  | 1930–1959         | Lower East Side, Nova Iorque, EUA      | —                                  |
| Castle Village                       | 1938–1939         | Hudson Heights, Manhattan, Nova Iorque | —                                  |
| Vladeck Houses                       | 1939–1940         | Nova Iorque, EUA                       | —                                  |
| Parkchester                          | 1939–1942         | Nova Iorque, EUA                       | —                                  |
| Stuyvesant Town–Peter Cooper Village | 1942–1947         | Nova Iorque, EUA                       | —                                  |
| Riverton Houses                      | 1947              | Nova Iorque, EUA                       | —                                  |
| Unité d'habitation                   | 1947–1952         | Marselha, França                       | —                                  |
| Morrisania, Bronx                    | 1950–1980         | Bronx, Nova Iorque, EUA                | —                                  |
| Pruitt–Igoe                          | 1950–1955         | St. Louis, Missouri, EUA               | Demolido                           |
| Greenway Flats                       | 1954              | Milsons Point, Sydney, Austrália       | —                                  |
| Wandana                              | 1956              | Subiaco, Perth, Austrália              | —                                  |
| Cabrini–Green Homes                  | 1957              | Chicago, Illinois, EUA                 | Demolido                           |
| Park Hill, Sheffield                 | 1957–1961         | Sheffield, Inglaterra                  | —                                  |
| John Northcott Place                 | 1961–1963         | Surry Hills, Sydney, Austrália         | —                                  |
| Rochdale Village                     | 1961–1963         | Queens, Nova Iorque, EUA               | —                                  |
| Debney Estate                        | 1962–1965         | Flemington, Melbourne, Austrália       | 2 torres demolidas (2025–2026)     |
| LeFrak City                          | 1962–1971         | Queens, Nova Iorque, EUA               | —                                  |
| Holland Estate                       | 1963              | Kensington, Melbourne, Austrália       | 1 torre demolida, resto até 2051   |
| Hotham Estate                        | 1963              | North Melbourne, Austrália             | 1 demolida (2025–2026)             |
| Horace Petty Estate                  | 1963              | South Yarra, Melbourne, Austrália      | 1 prevista p/ demolição (até 2032) |
| Aylesbury Estate                     | 1963–1977         | Sul de Londres, Inglaterra             | Em processo de demolição           |
| Red Road Flats                       | 1964–1968         | Glasgow, Escócia                       | Demolido                           |
| Bijlmermeer                          | 1965–1968         | Amsterdã, Países Baixos                | —                                  |
| Co-op City                           | 1966–1973         | Bronx, Nova Iorque, EUA                | —                                  |
| Chalkhill Estate                     | 1966–1970         | Norte de Londres, Inglaterra           | Demolido                           |
| Ballymun Flats                       | 1966–1969         | Dublin, Irlanda                        | Demolido                           |
| Redfern Estate                       | 1966              | Redfern, Sydney, Austrália             | Conhecido como "Três Irmãs"        |
| Rosebery Estate                      | 1967              | Rosebery, Sydney, Austrália            | —                                  |
| Stonebridge                          | 1967              | Londres, Inglaterra                    | Demolido                           |
| Broadwater Farm                      | 1967–1972         | Londres, Inglaterra                    | —                                  |
| Collingwood Estate                   | 1968 & 1971       | Collingwood, Melbourne, Austrália      | Demolição prevista até 2051        |
| Waterloo Estate                      | 1968–1976         | Waterloo, Sydney, Austrália            | —                                  |
| Ferrier Estate                       | 1968–1972         | Sul de Londres, Inglaterra             | Demolido                           |
| Richmond Estate                      | 1969–1970         | Richmond, Melbourne, Austrália         | 1 prevista p/ demolição (2032)     |
| Brownlie Towers                      | 1969–1970         | Bentley, Perth, Austrália              | Demolido                           |
| Atherton Gardens                     | 1970–1971         | Fitzroy, Melbourne, Austrália          | Demolição prevista até 2051        |
| Heygate Estate                       | 1971–1974         | Sul de Londres, Inglaterra             | Demolido                           |
| Sandburg Halls                       | 1971–2001         | Milwaukee, Wisconsin, EUA              | —                                  |
| Robin Hood Gardens                   | 1972              | Londres, Inglaterra                    | Demolido                           |
| Trellick Tower                       | 1972              | Londres, Inglaterra                    | —                                  |
| Starrett City                        | 1974              | Brooklyn, Nova Iorque, EUA             | —                                  |
| Alterlaa                             | 1975–1986         | Viena, Áustria                         | —                                  |
| Sirius Building                      | 1979–1980         | The Rocks, Sydney, Austrália           | Convertido em moradia privada      |
| Bishan-Ang Mo Kio Park               | 1986–1988         | Singapura                              | —                                  |